# Mistrzostwa Europy w Short Tracku 2010
14. Mistrzostwa Europy w short tracku odbyły się w Dreźnie (Niemcy), w dniach 22–24 stycznia 2010 roku.

## Klasyfikacja medalowa
| Lp. | Kraj            | Złoto | Srebro | Brąz | Razem |
| 1.  | Włochy          | 6     | 2      | 3    | 11    |
| 2.  | Czechy          | 3     | 1      | 0    | 4     |
| 3.  | Francja         | 2     | 3      | 2    | 7     |
| 4.  | Niemcy          | 1     | 1      | 0    | 2     |
| 5.  | Wielka Brytania | 0     | 3      | 2    | 5     |
| 6.  | Węgry           | 0     | 1      | 1    | 2     |
| 7.  | Holandia        | 0     | 0      | 3    | 3     |
| 8.  | Bułgaria        | 0     | 0      | 1    | 1     |

## Medaliści
| Konkurencja | Złoto                                                                     | Srebro                                                                               | Brąz                                                                           |
| Mężczyźni   |                                                                           |                                                                                      |                                                                                |
| 500 metrów  | Maxime Chataigner · Francja                                               | Jon Eley · Wielka Brytania                                                           | Nicola Rodigari · Włochy                                                       |
| 1000 metrów | Nicola Rodigari · Włochy                                                  | Thibaut Fauconnet · Francja                                                          | Niels Kerstholt · Holandia                                                     |
| 1500 metrów | Nicola Rodigari · Włochy                                                  | Thibaut Fauconnet · Francja                                                          | Niels Kerstholt · Holandia                                                     |
| 3000 metrów | Thibaut Fauconnet · Francja                                               | Nicola Rodigari · Włochy                                                             | Yuri Confortola · Włochy                                                       |
| Wielobój    | Nicola Rodigari · Włochy                                                  | Thibaut Fauconnet · Francja                                                          | Maxime Chataigner · Francja                                                    |
| Sztafeta    | Włochy · Nicolas Bean · Yuri Confortola · Nicola Rodigari · Roberto Serra | Niemcy · Paul Herrmann · Tyson Heung · Sebastian Praus · Robert Seifert              | Wielka Brytania · Anthony Douglas · Jon Eley · Tom Iveson · Jack Whelbourne    |
| Kobiety     |                                                                           |                                                                                      |                                                                                |
| 500 metrów  | Arianna Fontana · Włochy                                                  | Kateřina Novotná · Czechy                                                            | Erika Huszár · Węgry                                                           |
| 1000 metrów | Kateřina Novotná · Czechy                                                 | Bernadett Heidum · Węgry                                                             | Veronique Pierron · Francja                                                    |
| 1500 metrów | Arianna Fontana · Włochy                                                  | Elise Christie · Wielka Brytania                                                     | Ewgenija Radanowa · Bułgaria                                                   |
| 3000 metrów | Kateřina Novotná · Czechy                                                 | Elise Christie · Wielka Brytania                                                     | Arianna Fontana · Włochy                                                       |
| Wielobój    | Kateřina Novotná · Czechy                                                 | Arianna Fontana · Włochy                                                             | Elise Christie · Wielka Brytania                                               |
| Sztafeta    | Niemcy · Bianca Walter · Aika Klein · Christin Priebst · Julia Riedel     | Rosja · Olga Bielakowa · Jekatierina Biełowa · Nina Jewtiejewa · Walerija Potiomkina | Holandia · Annita van Doorn · Liesbeth Mau Asam · Jorien ter Mors · Maaike Vos |